# Anthus nattereri
La cachirla dorada (Argentina, Paraguay, Uruguay) (Anthus nattereri), también denominada cachirla pálida (Argentina), cachirla de pecho ocre o bisbita ocre, es una especie de ave paseriforme perteneciente al numeroso género Anthus que integra la familia Motacillidae. Es nativa de América del Sur.

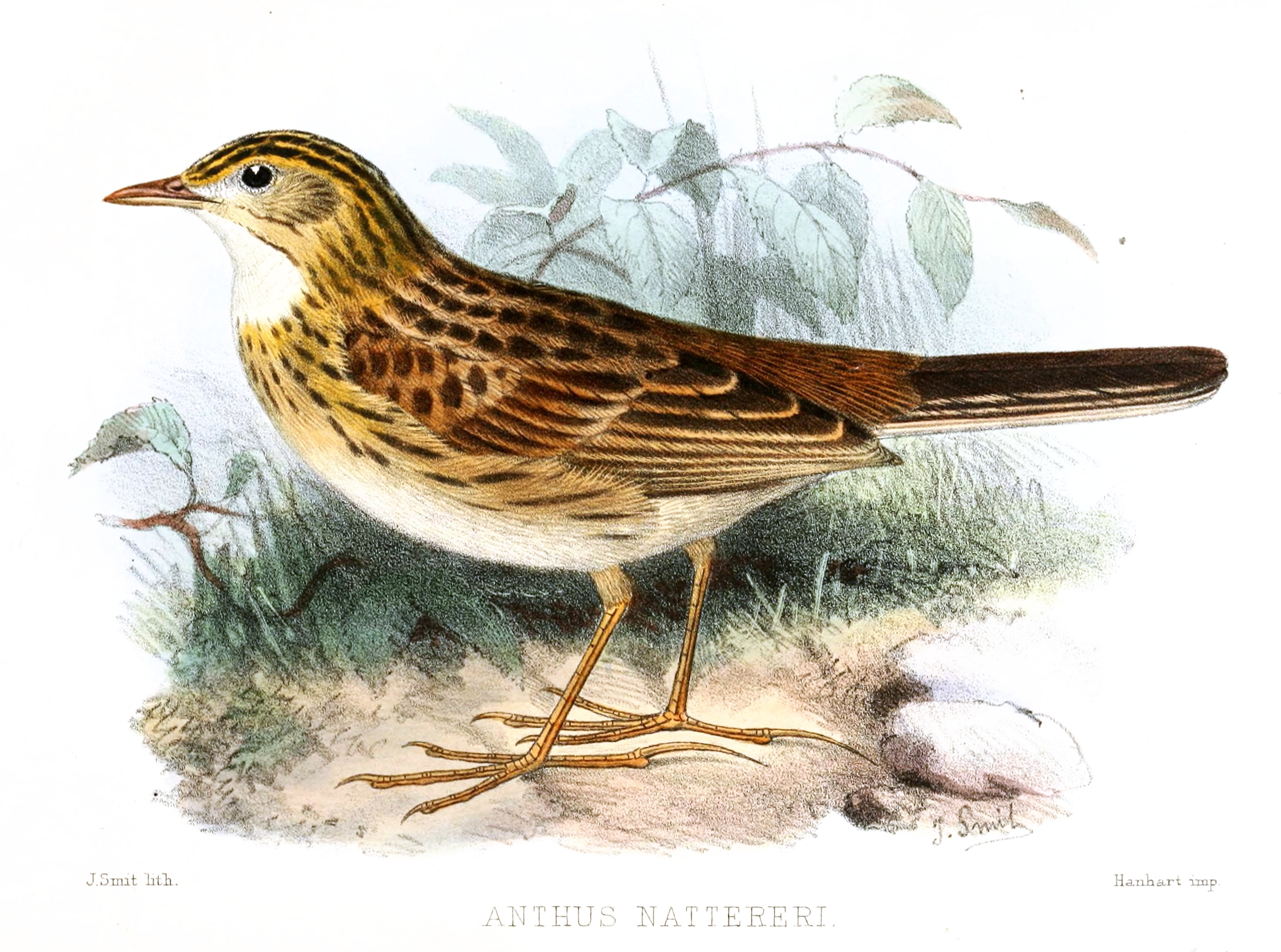
Anthus nattereri, ilustración de Smit, 1878.

## Distribución y hábitat
Se encuentra en el sur de Paraguay (departamentos de Paraguarí, Misiones, Itapúa, Caazapá, Ñeembucu y registros recientes en Presidente Hayes), noreste de Argentina (Corrientes) y sureste de Brasil (Minas Gerais hacia el sur, por São Paulo, Paraná, Santa Catarina hasta Río Grande do Sul), y desde 2004 en el norte y centro de Uruguay.

Habita principalmente en praderas secas, ocasionalmente incursionando en áreas inundables. Machos en exhibición han sido encontrados en plantaciones jóvenes de Eucalyptus, pero no en maduras. Parece tolerar, y hasta preferir, pastos cortos regenerando después de quemadas de pastos o áreas de pastoreo liviano. Sin embargo no puede tolerar quemadas anuales de los pastizales.

## Estado de conservación
Ha sido calificada como “vulnerable” por el IUCN debido a la extensa y continua reducción de su hábitat preferencial, especialmente en sus zonas en Brasil, y a que posiblemente haya sufrido una concomitantemente rápida reducción de su población, considerada declinante y estimada en 6000 a 15000 individuos maduros. Antes era considerada “en peligro de extinción”, pero en buscas recientes en Argentina y Paraguay se ha encontrado que esta especie es más común y difundida de lo que previamente se pensaba.

### Amenazas
En Brasil, hacia 1993, dos tercios del cerrado habían sido severa o moderadamente alterados, mayormente desde 1950. Los pastoreos, pastos invasivos, quemadas anuales y conversión de tierras para plantaciones de soja, de Eucalyptus u otras cosechas de exportación han causado un severo impacto. En Argentina y Paraguay, las praderas están igualmente amenazadas, especialmente por conversión para Eucalyptus o la inundación causada por la represa de Yacyretá, así como también la conversión para campos de arroz y aumento de la frecuencia de quemadas son consideradas serias amenazas.

### Acciones de conservación
Está protegida por ley en Brasil y Paraguay. Ocurre en áreas protegidas, como el parque nacional da Serra da Canastra en Brasil, la reserva privada San Juan de Poriahú en Argentina y en Paraguay en el refugio de vida silvestre de Yabebyry, isla Yacyretá (donde ocurren estudios de la ecología de esta especie), parque nacional San Rafael y reserva natural Tapytá. La preferencia por áreas quemadas en Brasil significa que haya desaparecido de reservas estrictamente protegidas como la reserva de Itirapina.

## Sistemática

### Descripción original
La especie A. nattereri fue descrita por primera vez por el ornitólogo británico Philip Lutley Sclater en 1878 bajo el mismo nombre científico; localidad tipo «Río Verde, São Paulo, Brasil».

### Taxonomía
Es monotípica.